# Sophia von Dyhrn
Sophia von Dyhrn (auch von Dohre/n oder de Dere genannt; * 1255/1257; † 1323) war eine deutsche Mätresse und durch Heirat Herzogin von Liegnitz. Ihr einziger Sohn Jaroslaw von Liegnitz war der Cousin der Herzogin Agnes von Habsburg, der Schwägerin des Königs Albrecht I.

## Leben

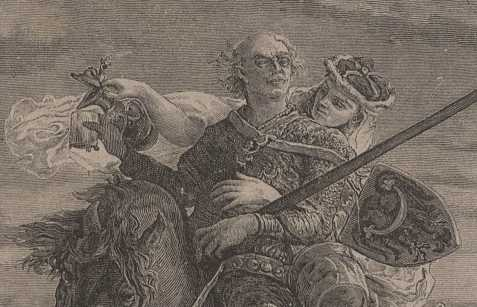
Sophia von Dyhrn mit ihrem Ehemann Herzog Boleslaw II.

Sophia wurde als Tochter des Konrad von Dyhrn und seiner Gemahlin Elisabeth von Haugwitz geboren. Ihre Familie war ritterlichen Standes und entstammte dem Meißnischen Uradel, der seit dem 13. Jahrhundert auch im schlesischen Herzogtum Glogau begütert war.
Etwa 1270 unterhielt sie schon als 15- oder 13-Jährige eine Liebesbeziehung mit dem Liegnitzer Herzog Boleslaw II., der aber schon seit 1261 mit Adelheid (Euphemia) von Pommerellen vermählt war. Diese Ehe ging wegen der Beziehung zwischen dem Herzog und Sophie von Dyhrn auseinander und endete offiziell mit ihrer Annullierung 1275. Herzogin Adelheid, die dem Herzog eine Tochter gebar, verließ ihren Ehemann und ist nach Danzig geflohen. 
Um 1277 vermählte sich Sophia in morganatischer Ehe mit Herzog Boleslaw II. Die Ehe dauerte nicht länger als ein Jahr, da Herzog Boleslaw schon um 1278 verstarb. Der Ehe entstammte nur ein Sohn, Jaroslaw, der im Kindesalter verstarb. 
Herzogin Sophia lebte nach dem Tode ihres Mannes in Posen in Großpolen, wo sie zum zweiten Mal einen unbekannten polnischen Adeligen heiratete. Um 1323 starb die Herzogin.  
Peter von Pitschen (1328–1389), Kanoniker am Brieger Kollegiatstift St. Hedwig, bezeichnete Sophia von Dyhrn in seinen „Chronica principum Poloniae“ als eine üble Ehebrecherin und überhaupt eine Frau schlimmster Art, die mit Hexerei den Herzog so verzaubert habe, dass er ohne sie nicht mehr leben konnte.